# 100 Feet
100 Feet is een Amerikaanse horrorfilm uit 2008 met Famke Janssen onder regie van Eric Red, die ook het verhaal schreef.

## Verhaallijn
Marnie Watson heeft celstraf gekregen toen ze haar eigen man, een politieman, heeft vermoord uit zelfverdediging. Maar Marnie wordt plotseling vervroegd vrijgelaten uit de gevangenis, aangezien ze met een elektronische band om haar been de rest van haar straf in haar eigen huis mag doorbrengen. Terwijl een collega van haar overleden man buiten haar huis in een auto zit te wachten tot ze de fout ingaat, ontdekt Marnie dat haar overleden man zelf nog steeds in het huis rondspookt. En hij wil niets liever dan wraak nemen.

## Rolverdeling
| Acteur               | Personage                |
| -------------------- | ------------------------ |
| Famke Janssen        | Marnie Watson            |
| Bobby Cannavale      | Shanks                   |
| Ed Westwick          | Joey                     |
| Michael Paré         | Mike Watson              |
| Patricia Charbonneau | Frances (zus van Marnie) |